# Waldemar Andersin
Anders Waldemar Andersin (né le 9 juin 1870 à Helsinki – mort le 14 février 1921 à Helsinki) est un architecte finlandais.

## Biographie
En 1893, Waldemar Andersin obtient son diplôme d'architecte de l'institut Polytechnique d'Helsinki. Il travaille pour différents cabinets d'architecte à Helsinki, à Berlin et aux États-Unis. En 1898, il fonde avec Bertel Jung et Oscar Bomanson le cabinet d'architecte Andersin, Jung & Bomansson dont il est actionnaire jusqu'en 1903 l'année de son départ pour les États-Unis.

## Ouvrages
- Maison du Commerce, Tampere 1899[2]
- Harjupaviljonki, Heinola 1900[2],[3].

## Galerie

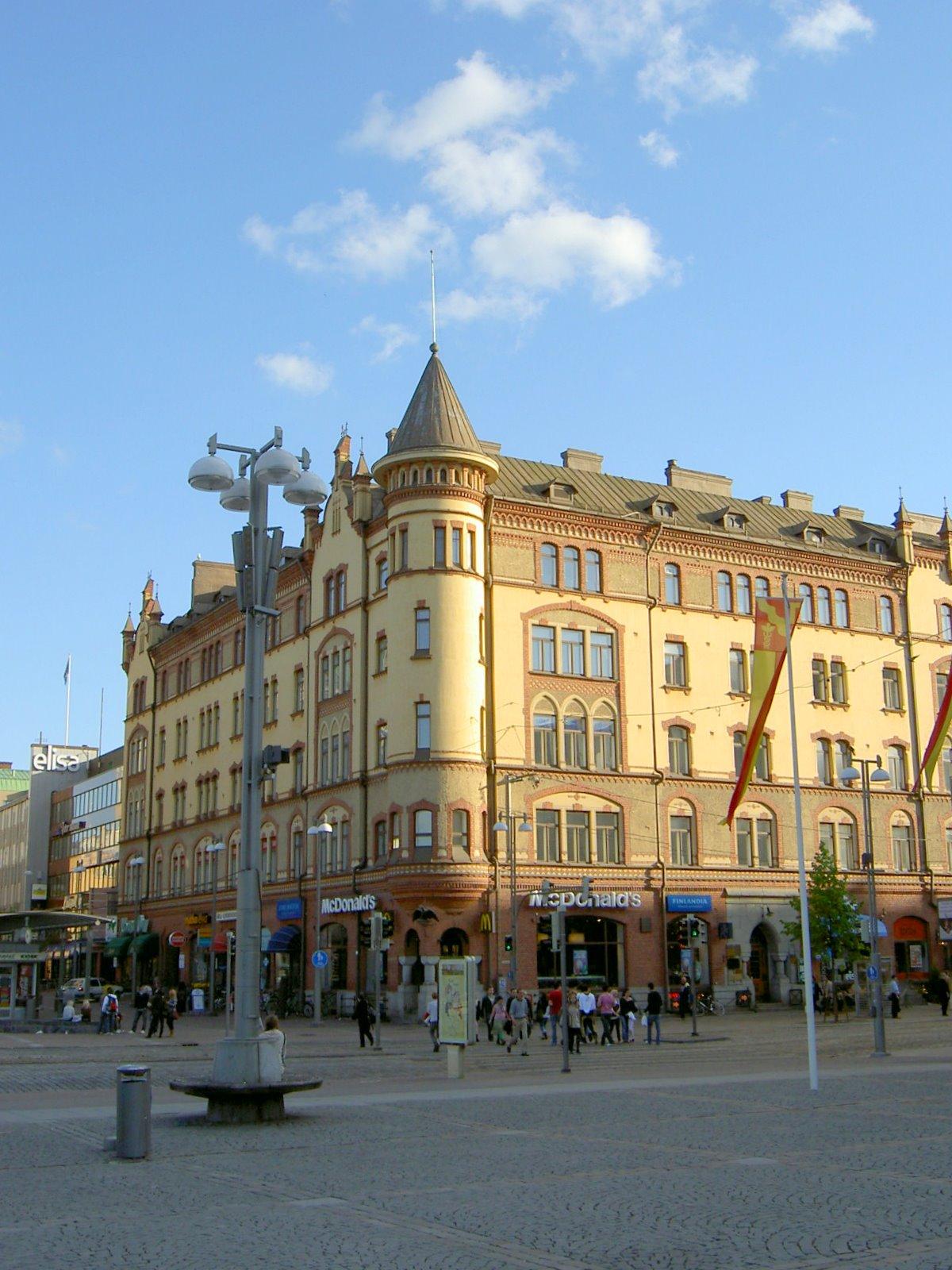
Maison du Commerce.
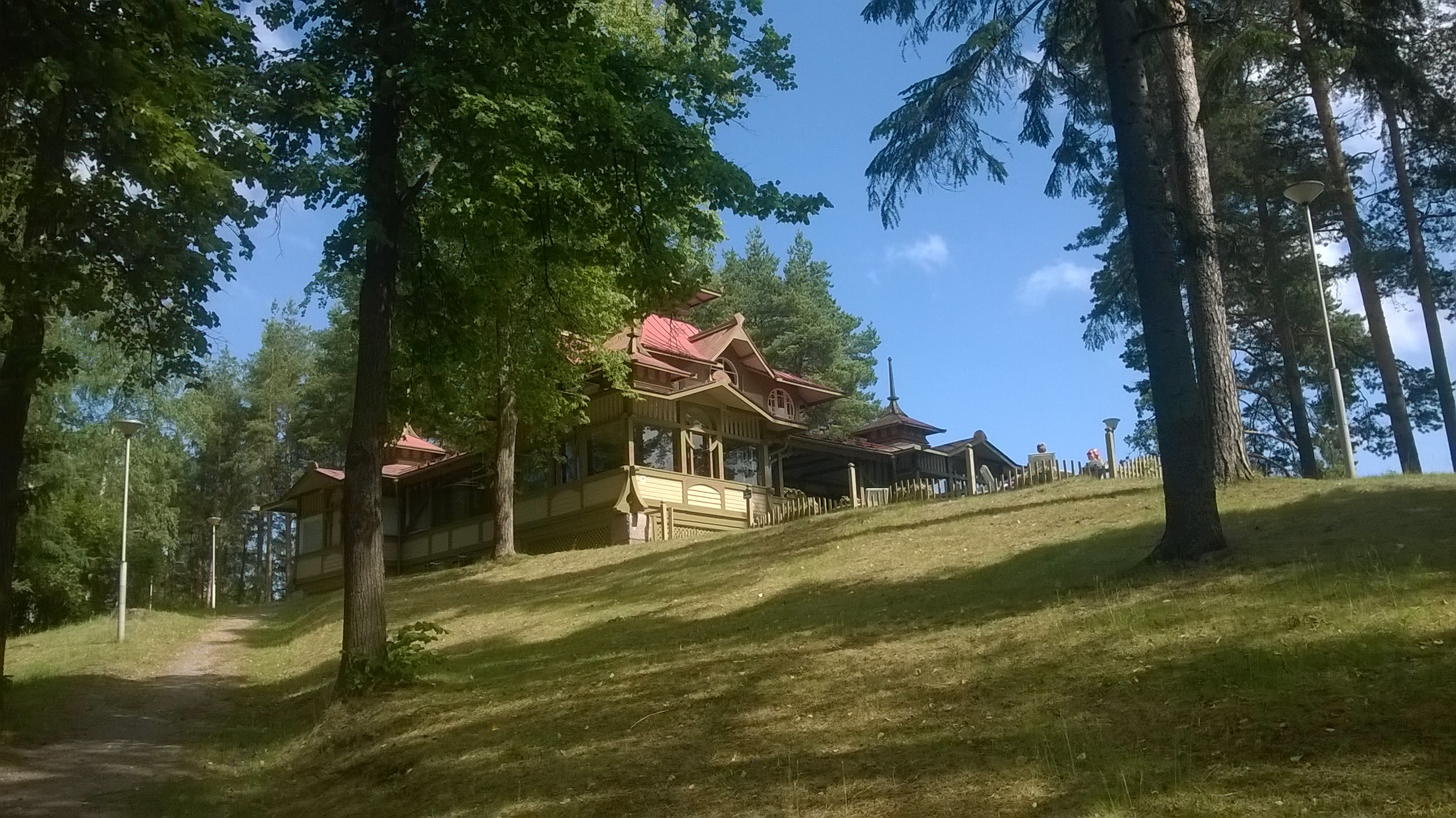
Pavillon de l'esker d'Heinola.